# Camp Rock 2: The Final Jam
Camp Rock 2: The Final Jam ist ein Disney Channel Original Movie aus dem Jahr 2010 und die Fortsetzung des Films Camp Rock. Die Hauptrollen übernehmen wieder Demi Lovato und Joe Jonas.

## Handlung
Nach einem Jahr kommen Mitchie, Shane, Jason, Nate und ihre Freunde wieder im Sommer ins Camp Rock. Auf der anderen Seite des Sees hat sich unterdessen ein weiteres Musik-Camp aufgebaut, das Camp Star, das viele Kursgeber und Camper von Camp Rock abgeworben hat. Luke Williams, ein Star, der im Camp Star arbeitet, fordert Camp Rock heraus und will zeigen, welches Camp die besseren Musik-Talente hat. Beide Camps bereiten sich eifrig auf den Auftritt vor, der im Fernsehen gezeigt werden soll. Währenddessen versucht Shane, Mitchie näher kennenzulernen, was sich als gar nicht so einfach erweist. Mitchie und Shane streiten sich und Shane ist enttäuscht, aber er verzeiht ihr, und die beiden lernen sich besser kennen. Im Final Jam treten sie als Duett auf.
Im Final Jam kommt es zur Entscheidung der Zuschauer vor dem Fernseher, worauf das Camp Star gewinnt, auch wenn nur durch Tricks von Axel. Als alle am Lagerfeuer sitzen, reden Shane und Mitchie noch kurz über ihren eigentlich geplanten Sommer, aber dann küssen sich die beiden. Shane und Mitchie sind ein Paar. Am Ende des Films bemerken viele Camper von Camp Star, dass sie im Camp Rock viel mehr Spaß haben könnten und bitten Brown, ihnen einen Platz im Camp Rock im nächsten Jahr freizuhalten.

## Veröffentlichungen
Die erste Preview wurde am 1. Januar 2010 im amerikanischen Disney Channel gezeigt. Am 25. April 2010 wurde der erste Song Can’t Back Down veröffentlicht sowie das dazugehörige Musikvideo. Der erste Trailer wurde am 19. April 2010 in Deutschland und am 2. Mai 2010 in den USA gezeigt. Vom 27. Juli bis zum 17. Oktober 2010 tourt der Cast von Camp Rock 2 durch die USA. Am 14. Mai 2010 wurde der zweite Song It’s On mit Musikvideo veröffentlicht, am 25. Juni folgte der dritte Song Fire und am 23. Juli wurde der vierte Song Wouldn’t Change a Thing. Am 22. August 2010 wurde schließlich der fünfte Song Heart and Soul mit Musikvideo veröffentlicht.
Der Film wurde in den USA erstmals am 3. September 2010 auf dem Disney Channel ausgestrahlt. In Deutschland lief der Film ebenfalls am 3. September 2010; durch die Zeitverschiebung jedoch bereits früher. Vom 3. Juli bis zur Premiere wurden 18 Camp Rock 2 Extra-Folgen auf dem deutschen Disney Channel ausgestrahlt, nach der Premiere wurden 3 weitere Folgen ausgestrahlt. Moderiert wurde das Extra von Amy Mußul. In den USA wurde das Extra unter dem Namen The Road to Camp Rock 2: The Final Jam promotet und unterscheidet sich in der Anzahl und dem Inhalt vom deutschen Extra.
Am 19. September 2010 strahlte der SF zwei in der Schweiz den Film aus und am 25. September der Sender ProSieben in Deutschland.

## Soundtrack
Der Soundtrack wurde am 12. August in den USA und in Deutschland am 3. September veröffentlicht. Der erste aufgezählte Song ist nur auf der deutschen Soundtrackversion und als Single erhältlich.

## Synchronisation

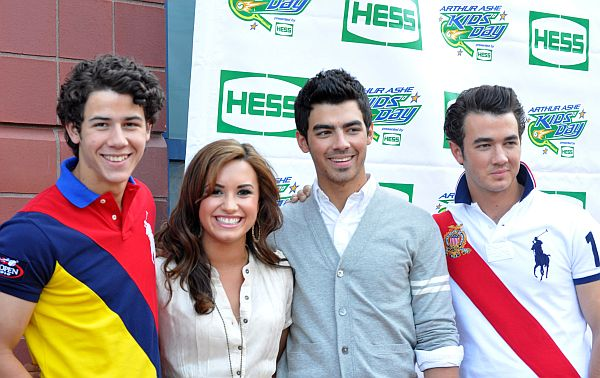
Hauptdarsteller Nick Jonas, Demi Lovato, Joe Jonas und Kevin Jonas

Die Synchronisation erfolgte, wie bereits beim ersten Film, durch die FFS Film- & Fernseh-Synchron nach dem Dialogbuch von Solveig Duda, welche zugleich auch die Dialogregie übernahm.
| Rolle                             | Darsteller                | Synchronsprecher        |
| --------------------------------- | ------------------------- | ----------------------- |
| Mitchie Torres                    | Demi Lovato               | Annina Braunmiller-Jest |
| Shane Gray                        | Joe Jonas                 | Patrick Roche           |
| Jason Gray                        | Kevin Jonas               | Roman Wolko             |
| Nate Gray                         | Nick Jonas                | John-Alexander Döring   |
| Connie Torres                     | Maria Canals-Barrera      | Kathrin Simon           |
| Tess Tyler                        | Meaghan Jette Martin      | Gabrielle Pietermann    |
| Caitlyn Geller                    | Alyson Stoner             | Laura Maire             |
| Dana Turner                       | Chloe Bridges             | Malika Bayerwaltes      |
| Luke Williams                     | Matthew „Mdot“ Finley     | Stefan Günther          |
| Ella Pador                        | Anna Maria Perez de Taglé | Jana Kilka              |
| Margaret „Peggy“ Dupree Warburton | Jasmine Richards          | Katharina Iacobescu     |
| Brown Cessario                    | Daniel Fathers            | Philipp Brammer         |
| Sander Loyer                      | Roshon Fegan              | Philipp Moschitz        |
| Axel Turner                       | Daniel Kash               | Gudo Hoegel             |
| Barron James                      | Jordan Francis            | Simon Pearce            |
| Trevor Kendall                    | Frankie Jonas             | Lenny Peteanu           |
| Georgina Farlow                   | Arisa Cox                 | Kathrin Gaube           |

## Einschaltquoten
| Fernsehsender      | Datum              | Zuschauer      |
| ------------------ | ------------------ | -------------- |
| Disney Channel USA | 3. September 2010  | 8,00 Millionen |
| Disney Channel     | 3. September 2010  | -              |
| SF2                | 19. September 2010 |                |
| ProSieben          | 25. September 2010 | 1,29 Millionen |
| VIVA               | 1. Oktober 2010    |                |
| Super RTL          | 15. Oktober 2010   | 0,96 Millionen |

## DVD-Veröffentlichung
In den USA erschien die DVD am 7. September 2010 und in Deutschland am 23. September 2010. Die DVD beinhaltet folgende Extras:
- Rock mit beim Film
- Musikvideo: Wouldn’t Change A Thing von Demi Lovato feat. Stanfour
- Nicht verwendete Musikszenen: Different Summer von Demi Lovato und Walkin’ In My Shoes von Matthew „Mdot“ Finley & Meaghan Jette Martin

## Musical-Adaption
Camp Rock – das Musical, eine Adaption des Films, wurde am 25. November 2010 in der Stadthalle Wien in deutscher Sprache uraufgeführt. Die deutsche Erstaufführung fand am 21. Juni 2013 in Hamburg statt.